# Лонг (Сейшельські острови)
Лонг (фр. Île Longue) — невеликий гранітний острів у Індійському океані, входить до Сейшельських островів.
Острів Лонг розташований за 5,6 км на схід від острова Мае. Сусідні острови — Серф, Раунд і Муаен. Довжина острова становить 840 м, ширина — 300 м. Найвища точка — 276 м. Вкритий кокосовими гаями острів є частиною Національного морського парку Сент-Анн.
Колись на острові розміщувалася в'язниця для неповнолітніх та осіб, які вперше скоїли злочин. Пізніше тут був карантинний пост для моряків та пасажирів, що прибували на Сейшели. Є дані, що у 1825 році Лонг разом з островам Муаен та Раунд належали одній родині, тут мешкало близько 25 осіб.
В теперішній час на острові планується відкрити курорт класу люкс Shangri-La Resort, який складатиметься з 55 вілл. Також передбачено будівництво каплиці, спа-центру та першого на Сейшелах фунікулеру, що доставлятиме гостей острова на вершину пагорба, де знаходиться каплиця.